# Kypello Ellados 2004-2005
La Coppa di Grecia 2004-2005 è stata la 63ª edizione del torneo. La competizione è iniziata il 10 settembre 2004 ed è terminato il 21 maggio 2005. L'Olympiakos Pireo ha vinto il trofeo per la ventunesima volta, battendo in finale l'Aris Salonicco.

## Primo turno
| Squadra 1               | Totale         | Squadra 2           | Andata         | Ritorno        |
| ----------------------- | -------------- | ------------------- | -------------- | -------------- |
| Agios Dimitrios         | 3 – 1          | Panachaïkī          | 0 – 1          | 3 - 0          |
| Pamisos Messinis        | 0 - 5          | Paniōnios           | 0 – 3          | 0 - 2          |
| Kavala                  | 3 – 5          | Arīs Salonicco      | 2 – 1          | 1 - 4          |
| Acharnaïkos             | 2 - 5          | Larissa             | 1 – 3          | 1 - 2          |
| Kalamata                | 2 – 3          | Agrotikos Asteras   | 0 – 2          | 2 - 1          |
| Ethnikos Asteras        | 2 - 4          | Pavlos Melas        | 1 – 0          | 1 - 4          |
| Ptolemaida-Lignitorichi | 2 – 0          | Proodeftikī         | 1 – 0          | 1 - 0          |
| Pandramaïkos            | 1 - 5          | Skoda Xanthi        | 1 – 1          | 0 - 4          |
| GAS Veria               | 1 – 5          | Olympiacos          | 0 – 0          | 1 - 5          |
| PAS Giannina            | 1 - 2          | Kallithea           | 0 – 0          | 1 - 2          |
| Enosi Thrakis           | 1 – 4          | Apollōn Smyrnīs     | 1 – 2          | 0 - 2          |
| Panserraïkos            | 4 - 1          | Lamia               | 1 – 0          | 3 - 1          |
| Thrasyvoulos            | 2 – 4          | Levadeiakos         | 2 – 1          | 0 - 3          |
| Olympiakos Volos        | 1 - 1 (gfc)    | Ethnikos Pireo      | 1 – 1          | 0 - 0          |
| Panīleiakos             | 2 – 1          | Thermaïkos Thermi   | 1 – 0          | 1 - 1          |
| PANO Malia              | 2 - 3          | AEK Atene           | 1 – 1          | 1 - 2          |
| Kozani                  | 1 – 8          | Chalkidona          | 1 – 6          | 0 - 2          |
| Panathīnaïkos           | 7 - 2          | Atsalenios Iraklio  | 3 – 2          | 4 - 0          |
| Apollōn Kalamarias      | 4 – 2          | Acaia               | 3 – 0          | 1 - 2          |
| Panaitōlikos            | 2 - 7          | Kerkyra             | 1 – 3          | 1 - 4          |
| Doxa Dramas             | 4 – 5          | Kastoria            | 3 – 2          | 1 - 3          |
| PAOK                    | 4 - 0          | Lilas Vasilikou     | 4 – 0          | 0 - 0          |
| Marko                   | 1 – 6          | Egaleo              | 1 – 4          | 0 - 2          |
| Īraklīs                 | 5 - 2          | Keratsini           | 2 – 1          | 3 - 1          |
| Akratītos               | 0 – 2          | Thyella Patrasso    | 0 – 0          | 0 - 2          |
| Chaïdari                | 1 - 3          | Nikī Volo           | 0 – 1          | 1 - 2          |
| Vyzas                   | 2 – 6          | Ergotelīs           | 0 – 2          | 2 - 4          |
| Rodos                   | 2 - 2 (gfc)    | Īlisiakos           | 2 – 1          | 0 - 1          |
| Anagennisi Arta         | 1 – 1          | Atromītos           | 1 – 1          | 0 - 0          |
| Lyki Kalochori          | 1 - 5          | OFI Creta           | 1 – 2          | 0 - 3          |
| Irodotos                | 4 – 0 (a tav.) | Poseidon Neon Poron | 2 – 0 (a tav.) | 2 - 0 (a tav.) |
| Ionikos                 | 2 - 1          | Apollon Larissa     | 2 – 1          | 0 - 0          |

Passano automaticamente il turno:
| Squadre             |
| ------------------- |
| Athinaïs Kypselis   |
| Anagennīsī Karditsa |

## Turno addizionale
| Squadra 1    | Totale | Squadra 2           | Andata | Ritorno |
| ------------ | ------ | ------------------- | ------ | ------- |
| Pavlos Melas | 5 – 2  | Athinaïs Kypselis   | 1 – 1  | 4 - 1   |
| Panserraïkos | 3 - 1  | Anagennīsī Karditsa | 3 – 1  | 1 - 0   |

## Secondo turno
| Squadra 1         | Totale      | Squadra 2               | Andata | Ritorno           |
| ----------------- | ----------- | ----------------------- | ------ | ----------------- |
| Ergotelīs         | 3 - 3       | Ptolemaida-Lignitorichi | 3 – 0  | 0 - 3 (1 – 3 dtr) |
| Atromītos         | 0 - 8       | Arīs Salonicco          | 0 – 5  | 0 - 3             |
| Larissa           | 3 - 2       | Apollōn Smyrnīs         | 2 – 0  | 1 - 2             |
| Panserraïkos      | 3 - 3       | Apollōn Kalamarias      | 2 – 2  | 1 - 1             |
| Thyella Patrasso  | 3 - 6       | OFI Creta               | 2 – 1  | 1 - 5             |
| Pavlos Melas      | 1 - 5       | Kastoria                | 1 – 1  | 0 - 4             |
| Levadeiakos       | 1 - 5       | Skoda Xanthi            | 1 – 2  | 0 - 3             |
| Kerkyra           | 2 - 3       | Chalkidona              | 2 – 0  | 0 - 3 (dts)       |
| Irodotos          | 0 - 6       | Īlisiakos               | 0 – 3  | 0 - 3             |
| AEK Atene         | 7 - 1       | Agios Dimitrios         | 3 – 0  | 4 - 1             |
| Panīleiakos       | 0 - 2       | Paniōnios               | 0 – 1  | 0 - 1             |
| Agrotikos Asteras | 2 - 3       | Ethnikos Pireo          | 2 – 3  | 0 - 0             |
| PAOK              | 0 - 2       | Egaleo                  | 0 – 0  | 0 - 2             |
| Olympiacos        | 3 - 3 (gfc) | Kallithea               | 1 – 0  | 2 - 3             |
| Nikī Volo         | 2 - 7       | Īraklīs                 | 0 – 2  | 2 - 5             |
| Panathīnaïkos     | 3 - 0       | Ionikos                 | 2 – 0  | 1 - 0             |

## Ottavi di finale
| Squadra 1      | Totale      | Squadra 2               | Andata | Ritorno |
| -------------- | ----------- | ----------------------- | ------ | ------- |
| Īraklīs        | 1 - 2       | Olympiacos              | 1 – 0  | 0 - 2   |
| Kastoria       | 4 - 3       | Ptolemaida-Lignitorichi | 2 – 0  | 2 - 3   |
| Arīs Salonicco | 4 - 2       | Ethnikos Pireo          | 2 – 1  | 2 - 1   |
| Skoda Xanthi   | 1 - 0       | Egaleo                  | 1 – 0  | 0 - 0   |
| Īlisiakos      | 0 - 2       | Paniōnios               | 0 – 1  | 0 - 1   |
| Larissa        | 3 - 2       | Chalkidona              | 3 – 1  | 0 - 1   |
| OFI Creta      | 1 - 1 (gfc) | Apollōn Kalamarias      | 1 – 1  | 0 - 0   |
| AEK Atene      | 4 - 2       | Panathīnaïkos           | 1 – 1  | 3 - 1   |

## Quarti di finale
Le partite sono state giocate il 2, il 9 e il 10 marzo 2005.
| Squadra 1      | Totale | Squadra 2          | Andata | Ritorno |
| -------------- | ------ | ------------------ | ------ | ------- |
| Arīs Salonicco | 1 - 1  | Apollōn Kalamarias | 0 – 0  | 1 - 1   |
| Paniōnios      | 0 - 2  | AEK Atene          | 0 – 0  | 0 - 2   |
| Kastoria       | 3 - 6  | Olympiacos         | 2 – 1  | 1 - 5   |
| Larissa        | 2 - 4  | Skoda Xanthi       | 1 – 0  | 1 - 4   |

## Semifinali
Le partite sono state giocate il 13, il 20 e il 27 aprile 2005.
| Squadra 1      | Totale | Squadra 2    | Andata | Ritorno     |
| -------------- | ------ | ------------ | ------ | ----------- |
| AEK Atene      | 2 – 3  | Olympiacos   | 1 – 0  | 1 - 2 (dts) |
| Arīs Salonicco | 3 - 2  | Skoda Xanthi | 1 – 2  | 2 - 0       |

## Finale
| Arbitro: | Georgios Kasnaferis (Atene) |

|                                              |           |  |
| Đorđević 56’ Rivaldo 70’ Đorđević 90’ (rig.) | Marcatori |  |